# Eupithecia yasudai
Eupithecia yasudai är en fjärilsart som beskrevs av Inoue 1987. Eupithecia yasudai ingår i släktet Eupithecia och familjen mätare. Inga underarter finns listade i Catalogue of Life.